# Táchira (bang)
Táchira (tiếng Tây Ban Nha: Táchira, đọc là Ta-chi-ra) là một bang tại miền tây Venezuela. Thủ phủ của bang là thành phố San Cristóbal, Táchira. Táchira có diện tích 10.812 km² và dân số hơn 1,1 triệu người. Bang này tiếp giáp với bang Zulia về phía bắc, giáp với bang Barinas và Mérida về phía đông, giáp với bang Apure về phía nam và giáp với tỉnh Norte de Santander của Colombia về phía tây.

## Lịch sử
Cho đến tận những năm đầu của thế kỉ 20, Táchira vẫn tương đối cách biệt với những phần còn lại của đất nước. Điều kiện giao thông khó khăn khiến cho văn hóa của vùng đất này có nhiều nét riêng và chịu ảnh hưởng từ nước Colombia láng giềng.
Bang Táchira đóng vai trò quan trọng trong lịch sử của Venezuela. Trong thế kỉ 20, Táchira là bang có nhiều người làm tổng thống nhất, đó là Cipriano Castro, Juan Vicente Gómez, Marcos Pérez Jiménez, Isaías Medina Angarita, Eleazar López Contreras, Carlos Andrés Pérez, và Ramón José Velásquez.

## Nhân khẩu
Theo thống kê nhân khẩu năm 2011 của Venezuela, cơ cấu chủng tộc của cư dân Táchira như sau:
| Chủng tộc      | %    |
| -------------- | ---- |
| Người da trắng | 58,8 |
| Người lai      | 38,6 |
| Người da đen   | 1,8  |
| Chủng tộc khác | 0,8  |

## Kinh tế
Kinh tế Táchira hiện nay dựa vào hoạt động nông nghiệp với hai nông sản chính là cà phê và dứa. Chăn nuôi gia súc cũng đóng vai trò quan trọng. Bên cạnh đó, công nghiệp cũng tương đối phát triển và tập trung vào lĩnh vực chế biến nông sản và dệt may.